# Rul
Rul (Original Руль; deutsch Das Steuer) war eine russischsprachige Tageszeitung in Berlin von 1920 bis 1931.

## Geschichte
Seit der Revolution in Russland 1917 und dem anschließenden Bürgerkrieg kamen zahlreiche Emigranten nach Berlin. Es entstand eine reiche russische Kulturszene mit Verlagen und vielen Zeitschriften und Zeitungen. Iossif Gessen gründete den Slowo-Verlag als bedeutendsten von ihnen und gliederte ihn dem großen Ullstein Verlag an. Zusammen mit August Kaminki und Wladimir Nobokow sen. gründete er die Tageszeitung Rul, deren erste Ausgabe am 16. November 1920 erschien. Sie informierte über internationale und regionale Ereignisse, der Schwerpunkt waren aber Nachrichten und Ratschläge, die für russische Emigranten von Interesse waren, auch eine ausführliche Berichterstattung über die Entwicklungen in Russland. Die Zeitung stand politisch den Konstitutionellen Demokraten nahe, die die Sowjetherrschaft ablehnten.
In der Zeitung erschienen auch Texte bedeutender russischer Autoren wie Vladimir Nabokov jun., der hier seine erste Novellen veröffentlichte.
Rul erschien täglich mit etwa 20.000 Exemplaren, von denen vier Fünftel ins Ausland gingen, die Zeitung wurde in über zwanzig Ländern Europas, Nord- und Südamerikas und Asiens vertrieben.
Nach der Verbesserung der wirtschaftlichen Lage in Deutschland Mitte der 1920er Jahre verschlechterten sich die Bedingungen für viele russische Publikationen, Rul überstand diese als einzige Tageszeitung.
Am 14. Oktober 1931 erschien dennoch die letzte Ausgabe, danach stellte die Zeitung ihr Erscheinen ein.